# جلبان كاسيوسي
الجلبان الكاسيوسي (باللاتينية: Lathyrus cassius) نوع نباتي من جنس الجلبان ينتمي إلى الفصيلة البقولية.

## الموئل والانتشار
موطنه بلاد الشام وتركيا.